# Cronos (zanger)
Cronos (echte naam Conrad Lant) (Newcastle, Engeland, 15 januari 1962) is de zanger, bassist, componist en tekstschrijver van de Britse metalband Venom. Aanvankelijk voegde hij zich in 1978 bij de band Guillotine als tweede gitarist, maar na het vertrek van zowel de bassist als de zanger, nam Cronos beide taken op zich. Hij plugde net als Lemmy van de band Motörhead zijn basgitaar in een gitaarversterker met distortion, wat leidde tot het geluid wat hij zelf noemde "Bulldozer bass". Cronos wordt door de oudere generatie algemeen beschouwd als de naamgever van het genre blackmetal en zijn muziek wordt erkend als grote inspiratiebron voor veel thrashmetal, speedmetal en zelfs deathmetal bands. In het begin van de carrière van Venom deden ze uitsluitend optredens als hoofdact, waarbij ze onder meer Metallica en Slayer als voorprogramma hadden. Cronos is nu nog het enige originele bandlid van wat "de legendarische line-up" wordt beschouwd, met Jeff "Mantas" Dunn op gitaar en Tony "Abaddon" Bray op drums.

## Geschiedenis
Cronos werd op 15 januari 1962 geboren als Conrad Thomas Lant. Tijdens zijn schoolperiode speelde hij gitaar in een band met de naam Dwarfstar, die hij na het verlaten van zijn school ook weer verliet, om zich in 1978 als slaggitarist en achtergrondzanger bij de band Guillotine te voegen, op uitnodiging van gitarist Jeff “Mantas” Dunn. Cronos werkte op dat moment als technicus in de Impulse Studio, wat mede aanleiding was voor Dunn om hem bij de band te betrekken. 

### Het begin
In 1981, een week voor het eerste optreden van Guillotine besluiten zanger (Clive Archer) en bassist Allan Winston de band te verlaten, maar in plaats van het optreden af te zeggen, verruilt Cronos zijn gitaar voor de basgitaar en neemt hij de leadzang voor zijn rekening, wat hij de rest van zijn actieve loopbaan zou blijven doen. Dit was tevens het moment waarop de naam Guillotine werd veranderd in Venom. De nummers die hij destijds zong, waaronder de eerste single ‘In League With Satan’ / ‘Live Like An Angel, Die Like A Devil’, bestonden al voor zijn komst.

### Welcome To Hell
In datzelfde jaar neemt hij met Venom het debuutalbum ‘Welcome To Hell’ op, met daarop voor die tijd ongekend expliciete flirts met Satanisme, waaronder op de albumhoes, waar een goudkleurig, omgekeerd pentagram met een kop van een bok op staat. Het album werd opgenomen in de Impulse Studios, waar Cronos tot op dat moment werkzaam was.
De band had zichzelf ten doel gesteld om sneller te zijn dan Judas Priest en angstaanjagender dan Black Sabbath. In de achtertuinen van de bandleden wordt geëxperimenteerd met vuurwerk voor de shows, wat er in zou resulteren dat de band in positieve zin opvalt bij het publiek, maar dat er clubs zijn die ze om die reden weigeren te boeken, in verband met de veiligheidsvoorschriften

### Black Metal
In 1982 neemt Venom het album ‘Black Metal' op, waarop duidelijk meer aandacht is besteed aan de opnames. De LP versie heeft geen aanloop en begint direct met het geluid van een kettingzaag op metaal, zodra de naald de plaat raakt. Ofschoon de meningen op dit punt ernstig verdeeld zijn, wordt dit album over het algemeen beschouwd als het eerste album in het black metal genre en tevens als naamgever ervan. Dit album introduceert Stan, de mascotte van Venom, op de voorkant. Dit album brengt de band dusdanig veel succes, dat ze gevraagd worden voor grote headline shows en festivals.

### At War With Satan & Possessed
Het succes en aanzien van Venom groeit. Venom heeft op dat moment al de bands Metallica en Slayer in zijn voorprogramma gehad en het album zet de band definitief op de kaart. Volgens Mantas is dit ook het moment waarop Cronos de eerste trekjes van sterallures begint te vertonen. Hij wil alles grootser en dramatische maken en met het verschijnen van het album ‘At War With Satan’, verbaast de band vriend en vijand met het titelnummer, dat maar liefst twintig minuten duurt en verhaalt over een letterlijke oorlog tussen het goed en het kwaad. Een preview van dit nummer was al te horen op voorganger ‘Black Metal’. De boodschapper van de oorlogsverklaring, omschreven als “The Creature”, vertoont overigens veel gelijkenis met Cronos zelf, met een kort, gespierd postuur, lang, rood haar en een vurige blik in zijn ogen.
Het daarop volgende album ‘Possessed’ laat zien dat Cronos en Venom gegroeid zijn als muzikanten en studio band. De nummers vertonen meer cohesie en bevatten aanmerkelijk minder speelfouten dan de eerdere werken, met name ‘Welcome Tom Hell’. Ook worden er veel referenties gemaakt naar eerdere werken, met name het titelnummer, dat de teksten bevat die de band eerder al op albumhoezen achterliet, zonder in een specifiek nummer op te nemen. De grootste verrassing is er echter al af en er zijn inmiddels veel bands die de snelheid en het schokeffect van de band overtroffen hebben.

### Calm Before The Storm
In november 1987 verschijnt het eerste Venom album zonder Mantas, ‘Calm Before The Storm’. De gitaren zijn op dat moment overgenomen door Mike Hickey en Jimmy Clare. De ontvangst van dit album is dusdanig matig, dat ook Cronos besluit de band te verlaten en solo verdergaat, met dezelfde gitaristen als op het laatste Venom album.

### Solowerk
Cronos vertrekt na zijn vertrek uit Venom naar Amerika, waar hij zijn carrière een nieuwe impuls hoopt te geven.  Hij neemt Mike Hickey en Jimmy Clare mee uit Venom en Mark Wharton wordt als drummer aangesteld van de band met de naam Cronos. De band is veel toegankelijker en gladder dan wat Cronos bij Venom deed en hij probeert met deze band een veel serieuzer imago neer te zetten, met name muzikaal. Ook hier blijft het succes volledig uit en na twee albums in respectievelijk 1990 en 1993 krijgt de band geen vervolg.

### De terugkeer
De druk op de terugkeer naar Venom is groot. De onderlinge conflicten in de loop der jaren, met name tussen Cronos en Venom drummer Abaddon, staan diverse pogingen tot hereniging echter in de weg. In 1995 slaagt het Nederlandse festival Wâldrock er echter wel in om de band weer bij elkaar te krijgen. Om de onderlinge conflicten naar buiten nog extra dik aan te zetten verschijnen de bandleden ieder in een aparte limousine op het festival, waar later bleek dat ze wel hetzelfde hotel deelden.
Een jaar later, na diverse mislukte pogingen van festivals om Venom eveneens te boeken, wordt Venom gevraagd als hoofdact voor het eveneens Nederlandse festival Dynamo Open Air, in 1996. Venom treedt hier op voor ruim 90.000 mensen uit heel Europa en maakt zijn volledige gage op aan showelementen als vuurwerk, een lasershow en zelfs een podiumopbouw die halverwege de set volledig verandert. Ter gelegenheid van deze show gaat Venom ook weer voor het eerste de studio in en de mini-CD ‘Venom ‘96’ wordt uitgebracht, met daarop ‘The Evil One’, het eerste nieuwe Venom nummer van de originele bezetting in ruim 10 jaar tijd. Een jaar later wordt zelfs een dubbelalbum uitgebracht, met de titel  ‘Cast In Stone’.
Twee jaar na het verschijnen van ‘Cast In Stone’ verdwijnt drummer Abaddon en Cronos en Mantas gaan samen verder als Venom, met de broer van Cronos, Antony “Antton” Lant, als drummer. Hij kiest dit alias overigens als verwijzing naar Anton LaVey.  Met deze bezetting wordt het album ‘Resurrection’ opgenomen in het jaar 2000, maar in 2002 verlaat Mantas om familieredenen Venom en hij geeft Cronos telefonisch toestemming Venom door te zetten.

### Verder als enige originele lid
Cronos en zijn broer Antton gaan verder met Venom en wederom haalt Cronos gitarist Mike Hickey erbij als gitarist en in 2006 komt het album ‘Metal Black’ uit. Op dat moment werkt John Stuart Dixon als gitaartechnicus voor de band, maar door de grote afstand die Hickey steeds af moet leggen voor één enkel optreden in Europa, moet Dixon steeds vaker invallen als gitarist. In 2008 treedt hij definitief toe tot Venom, onder het pseudoniem La Rage. Kort daarna verlaat Antton na een familieconflict Venom en wordt Danny Needham ander het pseudoniem “Danté” als drummer aangetrokken. In deze bezetting nam Venom tot op heden drie albums op.

## Teksten
Venom was niet de eerste band met teksten over satanisme en occultisme, maar wel de eerste band die de schijn wekte dat het serieus bedoeld was. De duivelse symboliek werd breeduit omarmd en de teksten getuigden van insiders kennis. Later bleek dat hij dit in de plaatselijk bibliotheek bij elkaar had gezocht.
De tekstuele onderwerpen van Cronos zijn altijd terug te brengen tot “seks & drugs & rock ’n roll & satanisme’. Een van de belangrijkste invloeden voor de teksten van Cronos is de band Black Sabbath, waarover hij zei:
"Ozzy would sing about evil things and dark figures, and then spoil it all by going: 'Oh, no, no, please, God, help me!“. Ook verklaarde hij in het verzamelwerk ‘In Memorium’, uit 1991 “we are to music, what horror is to movies”. Ook doet hij de uitspraak “Satan is about power, we are about power, so we write about Satan”.
Naast enkele zeer dreigende nummers schroomt hij er ook niet voor om nummers met een veel humoristischere insteek te gebruiken, zoals ‘Teacher’s Pet’, op het album ‘Black Metal’.

## Privé
Cronos is een niet onverdienstelijk grafisch vormgever en tekende onder meer het huidige bandlogo van Venom (de oorspronkelijke versie kwam van drummer Abaddon) en de mascotte Stan, op de hoes van 'Black Metal'. In de jaren voor zijn terugkeer naar Venom is hij sportinstructeur geweest. Hij is een fanatiek bergbeklimmer (scaling). Door een blessure die hij opliep tijdens een bergtocht werd hij tot enige tijd rust gedwongen. In deze periode heeft hij zichzelf 3D-animatie aangeleerd, wat hij in het dagelijks leven als beroep heeft.
Volgens zijn voormalige bandleden in Venom kampt Cronos met een langdurige drugsverslaving, die er mede verantwoordelijk voor zijn dat hij angstbeelden en paranoia heeft ontwikkeld.

## Discografie

### Met Venom
| Jaartal | Titel                 | Soort | Functie               |
| ------- | --------------------- | ----- | --------------------- |
| 1981    | Welcome to Hell       | album | basgitaar, leadzanger |
| 1982    | Black Metal           | album | basgitaar, leadzanger |
| 1984    | At War with Satan     | album | basgitaar, leadzanger |
| 1985    | Possessed             | album | leadzanger, basgitaar |
| 1987    | Calm Before the Storm | album | leadzanger, basgitaar |
| 1997    | Cast in Stone         | album | leadzanger, basgitaar |
| 2000    | Resurrection          | album | leadzanger, basgitaar |
| 2006    | Metal Black           | album | leadzanger, basgitaar |
| 2008    | Hell                  | album | leadzanger, basgitaar |
| 2011    | Fallen Angels         | album | leadzanger, basgitaar |
| 2015    | From the Very Depths  | album | basgitaar, leadzanger |

Naast deze albums is een groot aantal singles en live-albums verschenen.

### Met Cronos
| Jaartal | Titel                 | Soort | Functie                                  |
| ------- | --------------------- | ----- | ---------------------------------------- |
| 1990    | Dancing in the Fire   | album | basgitaar, leadzanger (als Conrad Lant”) |
| 1993    | Rock 'n' Roll Disease | album | basgitaar, leadzanger (als Conrad Lant”) |

### Gastoptredens
| Jaartal | Band            | Albumtitel                                       | Functie         | Bijzonderheden                                               |
| ------- | --------------- | ------------------------------------------------ | --------------- | ------------------------------------------------------------ |
| 1995    | Blitzkrieg      | Unholy Trinity                                   | zang            | Venom cover "Countess Bathory"                               |
| 1996    | Cradle of Filth | Dusk… and Her Embrace                            | narratief       | Cronos sluit het album af op ‘Haunted Shores’                |
| 1997    | Enthroned       | Towards the Skullthrone of Satan                 | achtergrondzang | tracks 1 en 10 Zanger Nornagest is de neef van Cronos        |
| 2005    | HammerFall      | Chapter V: Unbent, Unbowed, Unbroken             | zang            | "Knights of the 21st Century" , als Mr. Conrad "Cronos" Lant |
| 1992    | Massacre        | Inhuman Condition (EP)                           | zang            | Track 3                                                      |
| 2006    | Necrodeath      | 100% Hell                                        | zang            | Track 1                                                      |
| 2003    | Probot          | Probot (Single)                                  | zang, basgitaar | Door Dave Grohl geschreven in de stijl van Venom             |
| 2004    | Probot          | Probot                                           | zang, basgitaar | 1e nummer, door Dave Grohl geschreven in de stijl van Venom  |
| 2001    | Satyricon       | Roadkill Extravaganza - A True Roadmovie (Video) | zang            | "Havoc Vulture" (refrein)                                    |
| 1984    | Tysondog        | Beware of the Dog                                | achtergrondzang | "Demon"                                                      |
| 1984    | Warfare         | Pure Filth                                       | zang, basgitaar | "Rose Petals Fall from Her Face",                            |
| 1986    | Warfare         | Mayhem, Fuckin' Mayhem                           | basgitaar, zang | "You Really Got Me"                                          |
| 1992    | Warpath         | When War Begins... Truth Disappears              | zang            | Track 11                                                     |

- Gemeinsame Normdatei: 139876162
- International Standard Name Identifier: 0000 0000 7262 0103
- Library of Congress Control Number: no2004110344
- MusicBrainz: 10cae37f-1b9e-42ec-aead-1ef1df79c56b
- Virtual International Authority File: 50145969925432250155
- WorldCat: E39PBJfMkK3qJpWDCcHMkxRHYP